# Ein Schiff wird kommen
Ein Schiff wird kommen ist die deutsche Version des Schlagers Ta pedia tou Pirea von Manos Hadjidakis aus dem Jahr 1960, mit deutschem Text von Fini Busch. Bekannt wurde die Version durch die Aufnahme von Lale Andersen.

## Entstehungsgeschichte
Auf den zwischen dem 4. und 20. Mai 1960 in Cannes stattfindenden 13. Filmfestspielen wurde der griechische Film Ποτέ την Κυριακή („Pote tin Kyriaki“; deutscher Filmtitel Sonntags… nie!) gezeigt. Drehbuch, Produktion und Regie lagen in der Hand von Jules Dassin, dessen spätere Frau Melina Mercouri (Heirat 1966) im Film die Hauptrolle spielte. In einer Szene legt sie eine Platte auf und singt auf dem Bett liegend mit verrauchter Stimme das Lied Τα Παιδιά του Πειραιά („Ta Paidia Tou Piraia“; Die Kinder von Piräus). Das Stück stammte aus der Feder von Manos Hadjidakis, der für die Szene auch die Partitur schrieb. Bereits am 25. Mai 1960 fand die Premiere in Paris statt, und am 9. September 1960 kam der Film in Deutschland in die Kinos.

## Aufnahme und Erfolg

Lale Andersen – Ein Schiff wird kommen

Fini Busch erhielt den Auftrag, als Subtexterin eiligst einen deutschen Text zu schreiben. Dieser handelte – wie im Film – von der erwartungsvollen Sehnsucht einer Prostituierten, die im Hafen von Piräus auf Schiffe mit Kunden wartet, in der sehnsüchtigen Hoffnung, irgendwann würde darunter ein Mann sein, der zu ihr passt und sich ihrer annimmt und sie zu seiner (Ehe-)Frau macht. Bereits am 11. September 1960 stand die inzwischen 55-jährige Sängerin Lale Andersen mit ihrer Altstimme im Kölner Electrola-Tonstudio vor dem Mikrophon und nahm das zu ihr passende Seemannslied Ein Schiff wird kommen / Manchmal träum‘ ich vom Kornfeld (Electrola #21 615) mit dem Orchester Friedel Berlipp und dem Bernd Hansen-Chor auf. Im Mittelpunkt ihrer Version steht ein gesprochener Text mit großer Unmittelbarkeit. Der Aufnahmetag lag somit 2 Tage nach der deutschen Kinopremiere.
Veröffentlicht noch im August 1960, erreichte der Titel am 1. Oktober 1960 Rang eins der deutschen Hitparade für drei Monate und wurde innerhalb der ersten sechs Wochen über 250.000 Mal verkauft; 750.000 Exemplare waren Ende Januar 1961 verkauft, insgesamt setzte die Platte weit über eine Million Exemplare um.

## Coverversionen und Auszeichnungen
Noch im selben Jahr erschienen Coverversionen von Caterina Valente, Dalida und Lys Assia. Auch Valentes Coverversion drang nach Veröffentlichung im Oktober 1960 bis auf Rang eins der Hitparade vor und bekam vom Musiklabel eine Goldene Schallplatte für über 500.000 verkaufter Exemplare überreicht. Mercouri konnte mit dem sehnsuchtsvollen Lied den achten Rang erreichen. Es wurde ebenfalls im September 1960 mit dem Orchester Erwin Halletz eingespielt. Lale Andersen sagte zu ihrem Erfolg: „Eine Platte, zu der ich stehe und über die ich glücklich bin.“ Weitere Coverversionen stammen von Manuela, Nana Mouskouri, Daliah Lavi, Milva und Waldemar Matuška (unter dem tschechischen Titel Děti z Pirea) und Lola Novaković (Deca Pireja, serbisch). Andrea Berg griff den Evergreen auf ihrem Album Machtlos (Mai 2003) noch einmal auf.
Für ihre Interpretation des Hits Ein Schiff wird kommen und als beliebteste deutsche Schlagersängerin des Jahres 1960 wurde Lale Andersen am 3. März 1961 auf dem Luxusdampfer United States der Silberne Löwe von Radio Luxemburg überreicht.